# Engjëll Hoti
Engjëll Hoti (Stoccarda, 26 febbraio 1997) è un calciatore tedesco con cittadinanza kosovara, centrocampista dell'Ümraniyespor.

## Carriera

### Club
Il 1º luglio 2023 viene acquistato a titolo definitivo dalla squadra polacca del ŁKS.

## Statistiche

### Presenze e reti nei club
Statistiche aggiornate al 25 maggio 2024.
| Stagione                         | Squadra                          | Campionato                       | Campionato | Campionato | Coppe nazionali | Coppe nazionali | Coppe nazionali | Coppe continentali | Coppe continentali | Coppe continentali | Altre coppe | Altre coppe | Altre coppe | Totale | Totale |
| Stagione                         | Squadra                          | Comp                             | Pres       | Reti       | Comp            | Pres            | Reti            | Comp               | Pres               | Reti               | Comp        | Pres        | Reti        | Pres   | Reti   |
| -------------------------------- | -------------------------------- | -------------------------------- | ---------- | ---------- | --------------- | --------------- | --------------- | ------------------ | ------------------ | ------------------ | ----------- | ----------- | ----------- | ------ | ------ |
| 2015-2016                        | E. Braunschweig II               | 4L                               | 6          | 1          | -               | -               | -               | -                  | -                  | -                  | -           | -           | -           | 6      | 1      |
| 2016-2017                        | E. Braunschweig II               | 4L                               | 12         | 0          | -               | -               | -               | -                  | -                  | -                  | -           | -           | -           | 12     | 0      |
| Totale Eintracht Braunschweig II | Totale Eintracht Braunschweig II | Totale Eintracht Braunschweig II | 18         | 1          |                 | -               | -               |                    | -                  | -                  |             | -           | -           | 18     | 1      |
| 2017-2018                        | Rot Weiss Ahlen                  | 5L                               | 8          | 1          | -               | -               | -               | -                  | -                  | -                  | -           | -           | -           | 8      | 1      |
| 2018-gen. 2019                   | TSG Backnang                     | 5L                               | 10         | 1          | -               | -               | -               | -                  | -                  | -                  | -           | -           | -           | 10     | 1      |
| gen.-giu. 2019                   | Trepça '89                       | SL                               | 16         | 2          | CK              | 2               | 1               | -                  | -                  | -                  | -           | -           | -           | 18     | 3      |
| 2019-2020                        | Trepça '89                       | SL                               | 14         | 3          | CK              | 0               | 0               | -                  | -                  | -                  | -           | -           | -           | 14     | 3      |
| Totale Trepça '89                | Totale Trepça '89                | Totale Trepça '89                | 30         | 5          |                 | 2               | 1               |                    | -                  | -                  |             | -           | -           | 32     | 6      |
| 2020-2021                        | Llapi                            | SL                               | 27         | 4          | CK              | 6               | 0               | -                  | -                  | -                  | -           | -           | -           | 33     | 4      |
| lug. 2021                        | Llapi                            | SL                               | 0          | 0          | CK              | 0               | 0               | UECL               | 2                  | 0                  | -           | -           | -           | 2      | 0      |
| Totale Llapi                     | Totale Llapi                     | Totale Llapi                     | 27         | 4          |                 | 6               | 0               |                    | 2                  | 0                  |             | -           | -           | 35     | 4      |
| 2021-2022                        | Tirana                           | KS                               | 32         | 3          | CA              | 4               | 0               | -                  | -                  | -                  | -           | -           | -           | 36     | 3      |
| 2022-2023                        | Partizani Tirana                 | KS                               | 29         | 7          | CA              | 6               | 1               | UECL               | 2                  | 0                  | -           | -           | -           | 37     | 8      |
| 2023-2024                        | ŁKS                              | EK                               | 30         | 4          | CP              | 2               | 0               | -                  | -                  | -                  | -           | -           | -           | 32     | 4      |
| Totale carriera                  | Totale carriera                  | Totale carriera                  | 184        | 26         |                 | 20              | 2               |                    | 4                  | 0                  |             | -           | -           | 208    | 28     |

## Palmarès

### Club

#### Competizioni nazionali
- Coppa del Kosovo: 1

Llapi: 2020-2021
- Campionato albanese: 2

Tirana: 2021-2022
Partizani Tirana: 2022-2023